# アンドレ・フレデリック・クルナン
アンドレ・フレデリック・クルナン（André Frédéric Cournand, 1895年9月24日 - 1988年2月19日）は、フランスの医師、生理学者。
彼は心臓カテーテル法の開発によって、ディキソン・W・リチャーズ、ヴェルナー・フォルスマンとともに1956年度のノーベル生理学・医学賞を受賞した。
パリ生まれ。1930年にアメリカ合衆国に移住し、1941年に帰化した。人生の大半を、ニューヨーク市にあるコロンビア大学医学部の教授、Bellevue Hospital の臨床医として過ごした。